# Cebus yuracus
El mono capuchino de frente blanca del Marañón (Cebus yuracus) es un primate haplorrhini del Nuevo Mundo. La especie se distribuye en el sur de Colombia, el este de Ecuador y el noreste de Perú (al norte del río Amazonas hasta el río Putumayo, al oeste del río Ucayali y al sur hasta el río Pachitea).